# Capra bionda dell'Adamello
La capra bionda dell'Adamello è una razza di capra domestica diffusa principalmente in Valcamonica. Non del tutto certa è l'origine della razza anche se per conformazione e aspetto si può ritenere appartenente al ceppo diffuso sull'arco alpino.

## Distribuzione geografica
Le bionde dell'Adamello sono presenti principalmente in tutto il territorio della Vallecamonica in provincia di Brescia, con particolare concentrazione nella Valle di Saviore. Grazie a i piani di sviluppo rurale (Reg. Ce 1257/99) la diffusione della razza è documentata nelle provincie di Brescia, Bergamo e Lecco, oltre che nella provincia autonoma di Trento.

## Allevamenti
Le aziende attualmente dedite all'allevamento di capra bionda sono da considerare in numero esiguo (un centinaio circa e la maggior parte a conduzione familiare). La consistenza attuale è di circa 4 500 capi che pur garantendo una discreta variabilità genetica non ne garantiscono ancora la sopravvivenza.

## Attitudine produttiva
Queste capre vengono allevate principalmente per la carne ed in particolare per il capretto, anche se un discorso particolare è da fare per quanto riguarda la carne essiccata, detta Berna. La produzione senz'altro più interessante è quella dei formaggi; quelli più rinomati sono il Fatulì e la ricotta.